# Flémalle
Flémalle (in vallone Flémåle) è un comune belga di 25 021 abitanti, situato nella provincia vallona di Liegi.

## Monumenti e luoghi d'interesse
Di notevole interesse sono il castello di Aigremont, costruito sulle alture della Mosa all'inizio del XVIII secolo in stile rinascimentale, il forte di Flémalle, di forma trapezoidale costruito alla fine dell'Ottocento e teatro di scontri durante la prima guerra mondiale, il castello della Petite Flémal' costruito in parte nel XVII secolo e in parte nel XVIII, con un parco che comprende un giardino all'italiana, uno alla francese e uno all'inglese.
Nelle Grotte di Schmerling, anche note come Grottes d'Engis, vicino al piccolo villaggio di Awirs, nel 1829, venne trovato parte di un cranio di un bambino tra i due e tre anni di età, il primo ritrovamento di Homo neanderthalensis (anche se tale riconoscimento avvenne successivamente).

## Amministrazione
La città è gemellata con Piombino dal 1971.